# Le Hochet
Le Hochet est une localité du nord de l'île Maurice dépendant du district de Pamplemousses. Il comptait 15 362 habitants au recensement de 2014.

## Histoire
L'endroit est formé par une plantation sucrière appartenant à M. Léonce Hily. L'exploitation cesse en 1860 et le domaine est vendu par parcelles.
Aujourd'hui Le Hochet est une banlieue de  Port-Louis.

## Économie
L'employeur principal est la compagnie Dhanush Stone Products, fondée en 1954.